# 6909-es busz
A 6909-es jelzésű autóbuszvonal Őriszentpéter és Ispánk között húzódó helyközi vonal, amelyet a MÁV Személyszállítási Zrt. üzemeltet.

## Közlekedése
Két pár járat közlekedik munkanapokon.

## Megállóhelyei
| 0 | Őriszentpéter, autóbusz-állomás végállomás | 3 | 1185, 1188, 1643 6258, 6277, 6580, 6902, 6905, 6921, 6970, 6973 |
| 1 | Őriszentpéter, Alszer 57.                  | 2 |                                                                 |
| 2 | Ispánk, Nyugati utca                       | 1 |                                                                 |
| 3 | Ispánk, tűzoltószertár végállomás          | 0 |                                                                 |